# حمض بيروكسي ثنائي الكبريتيك
حمض بيروكسي ثنائي الكبريتيك هو حمض أكسجيني مضاعف لعنصر الكبريت، صيغته H2S2O8، وتعرف أملاحه باسم بيروكسي ثنائي كبريتات، والتي تعرف أيضاً باسم بيركبريتات (أو بيرسلفات).

## التحضير
يمكن أن يحضر هذا الحمض من تفاعل حمض الكلوروكبريتيك مع بيروكسيد الهيدروجين:
{\displaystyle {\ce {2ClSO3H + H2O2 -> H2S2O8 + 2 HCl}}}
يمكن أن تتم عملية التحضير بأسلوب مغاير، وذلك بإجراء عملية تحليل كهربائي لحمض الكبريتيك بتركيز متوسط (حوالي 50%) باستخدام أقطاب كهربائية من البلاتين وبتطبيق كثافة تيار مرتفعة.

## الخواص
يمكن أن يستحصل حمض بيروكسي ثنائي الكبريتيك على شكل صلب بلوري، والذي يتميز بأنه عديم اللون وبانحلالية جيدة في الماء.
يتميز حمض بيروكسي ثنائي الكبريتيك أيضاً بخواصه المؤكسدة القوية، وذلك لوجود الكبريت في حالة أكسدة مرتفعة تبلغ +6، ولوجود مجموعة بيروكسيد في البنية.

## الاستخدامات
لهذا الحمض تطبيقات مخبرية في الغالب، فهو يستخدم في إضافة الهيدروكسيل إلى الفينولات على سبيل المثال.